# Broncodilatazione

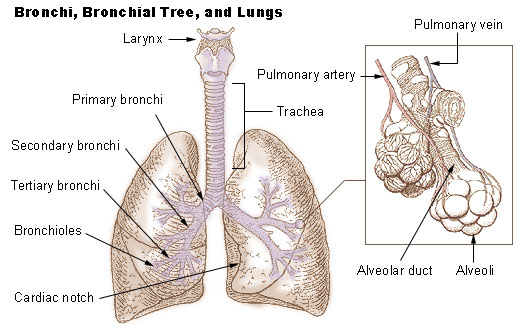
Polmoni, albero bronchiale e bronchi.

La broncodilatazione è l'aumento del calibro dei bronchi e dei bronchioli, finalizzato a ridurre la resistenza delle vie aeree in modo da aumentare il flusso di aria che entra nei polmoni.

## Anatomia
Ciascuno dei due polmoni è suddiviso in lobi e segmenti, ed è rivestito da una pleura viscerale.
Il polmone destro riconosce tre lobi: superiore, medio ed inferiore. Il lobo superiore destro presenta 3 segmenti: apicale, posteriore anteriore; il lobo medio destro presenta 2 segmenti: postero-esterno ed antero-esterno. Infine il lobo inferiore destro si suddivide in 5 segmenti: apicale, infra o para-cardiaco, anteriore, laterale esterno, posteriore. Complessivamente quindi il polmone destro si suddivide in 10 segmenti.
Il polmone sinistro presenta invece solo due lobi: superiore ed inferiore. Il lobo superiore sinistro presenta 5 segmenti: apicale, posteriore, anteriore, lingulare esterno, lingulare interno. Il lobo inferiore presenta 5 segmenti: apicale, infra o para-cardiaco, anteriore, laterale esterno, posteriore.
Ogni polmone, ciascun lobo e gran parte dei segmenti ricevono un peduncolo bronco-vascolare autonomo.
Ogni bronco si distribuisce in tronchi bronchiali, lobari, segmentari (conosciuti anche con il termine di bronchi di 1°,2º e 3º ordine).

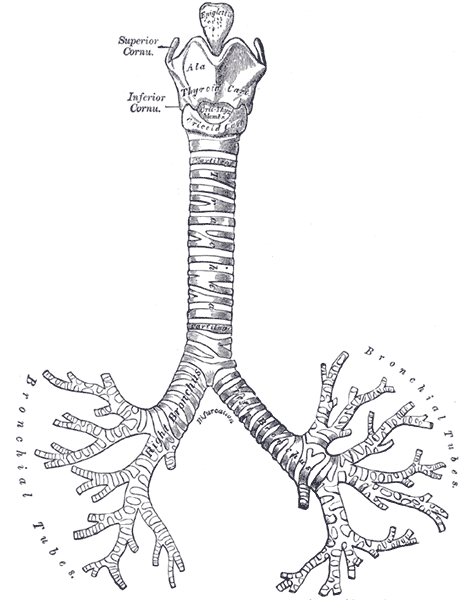
Modalità di distribuzione dei bronchi.

## Fisiologia
La muscolatura dei bronchi ha una doppia innervazione: simpatica e parasimpatica (vagale).
Quella parasimpatica porta a una riduzione dei bronchi, a una dilatazione delle vie respiratorie ed aumenta la secrezione. La simpatica esercita un'attività tonica broncodilatatrice che permette il passaggio d'aria nelle vie aeree e contrasta il collasso delle stesse in caso di aumento delle pressioni transmurali.
Numerosi sono i tipi di recettori simpatici. Fra questi i più noti sono i recettori α (ad azione broncocostrittrice, ma decisamente scarsi a livello bronchiale) ed i recettori β (ad azione broncodilatatrice, molto numerosi nei bronchi).
La secrezione di catecolamine ad opera del surrene determina broncodilatazione. Le catecolamine vanno infatti a legarsi ai recettori β beta bronchiali. Il parasimpatico invece, determina broncocostrizione e il mediatore chimico di tale attività è l'acetilcolina. Si attiva in condizioni di tranquillità.

## Test di broncodilatazione
La valutazione della broncodilatazione assume importanza durante l'esecuzione dei test spirometrici.  Quando una spirometria mette in evidenza un'ostruzione al flusso respiratorio, o si ha il sospetto che, valori che teoricamente rientrano nel range di normalità per il sesso e l'età del soggetto, siano comunque anomali per il soggetto in esame, si misura la risposta al test di broncodilatazione.
Il test di broncodilatazione viene eseguito somministrando una aerosol contenente un farmaco broncodilatatore. Si misurano le variazioni dei parametri spirometrici a distanza di 10 minuti comparandole valori ottenuti prima dell'inalazione stessa. Pur potendo utilizzarsi diversi tipi di farmaci per l'esecuzione del test, di norma si ricorre al salbutamolo. 
Un test è considerato positivo quando vi è un miglioramento del FEV1 (conosciuto anche come VEMS,  massimo volume d'aria espirata nel primo secondo di una manovra di espirazione forzata) del 12% oppure del 45% del FEF 25-75